# Kaštel Tartaglia u Konjskome
Kaštel Tartaglia, kaštel u selu Konjskome, općina Klis, zaštićeno kulturno dobro.

## Opis dobra
Datacija: 1530. do 1838. godine. Kaštel Tartaglia, nekad u posjedu splitskih plemića Tartaglia, smješten je na uzvisini iznad sela Konjsko. Ovaj utvrđeni sklop s gospodarskim dvorištem opasan jeobrambenim zidom na sjeveru (s glavnim portalom i puškarnicama) i istoku (sa zazidanim portalom). Na jugu i zapadu su litice. Jezgra kaštela turska je kula iz 1530.g., u današnjem stanju L-tlocrtnog oblika (s dogradnjama), visine P+1(2) kata. Građena je od kamena u više faza, dijelom je žbukana. Krov je višeslivan, pokrov kupa kanalica, streha je od kamenih ploča. Otvori pročelja uokvireni su kamenim pragovima. Na južnom pročelju je kućna kapela, eliptični prozor i ladanjska terasa s koje se nekad silazilo u „žardin“ ispod litice. Kaštel Tartaglia jedan je od tri arhitektonska sklopa plemićkih posjeda na području splitsko-trogirske zagore. Objedinjuje obrambenu, gospodarsku i ladanjsku funkciju, a svojim istaknutim položajem na prirodnoj litici ističe se u vizuri zagorskog pejzaža.

## Zaštita
Pod oznakom Z-5798 zaveden je kao nepokretno kulturno dobro - pojedinačno, pravna statusa zaštićena kulturnog dobra, klasificirano kao "vojne i obrambene građevine".